# Chokopulpitos
Chokopulpitos es un cortometraje animado realizado por Pablo Llorens.

## Resumen
Trata sobre un producto que es un pulpito de chocolate con una sonrisa, que resuelve cualquier problema.
Pero en realidad es mentira, lo que llevan por dentro son excrementos de vaca para timar al que lo compra.